# Erwin Gohrbandt
Erwin Gohrbandt (Schlawe, 20 september 1890 – West-Berlijn, 3 januari 1965) was een Duitse chirurg met een specialisatie in de plastische chirurgie.
Hij gaf naast zijn medische praktijkles aan verschillende universiteiten, waaronder de Technische Universiteit Berlijn, de Vrije Universiteit Berlijn en de Humboldtuniversiteit van Berlijn. Hij voerde in het interbellum enkele van de eerste geslachtsbevestigende operaties uit. Later werd Gohrbandt bij de Luftwaffe hoofd medische dienst. Ook doceerde Gohrbandt over de medische experimenten in kamp Dachau.

## Jonge jaren
Gohrbandt werd geboren in de stad Schlawe, die nu in Polen ligt, maar tijdens zijn geboorte behoorde tot het Duitse Keizerrijk. Hij haalde in 1910 nabij Berlijn zijn middelbareschooldiploma, waarna hij opgeleid werd tot arts aan de Kaiser-Wilhelm-Akademie, een academie die specifiek opleidde tot militair arts. Hij was in 1914 klaar en zou direct in de Eerste Wereldoorlog dienstdoen. In deze periode deed hij ook zijn staatsexamen en in 1917 kreeg hij de bevoegdheid om als arts te werken. Voor zijn dienst ontving hij een IJzeren Kruis, zowel in de eerste als tweede orde.

## Interbellum
Na de oorlog werkte hij lange tijd bij Charité, waar hij zich tevens ging bekwamen in de chirurgie en in aanraking kwam met het Institut für Sexualwissenschaft. Hij vervulde in 1928 zijn eerste professoraat aan de Humboldtuniversiteit van Berlijn. In datzelfde jaar stapte hij over naar de Kliniek Am Urban, waar hij de leiding kreeg over de chirurgieafdeling.

### Werkzaamheden voor het Institut für Sexualwissenschaft
Begin jaren 1920 raakte Gohrbandt betrokken bij de casus van Dora Richter. In 1921 amputeerde hij Richters mannelijke geslachtsdelen, waarna in 1931 een tweede operatie volgde waarbij hij de vroegst overgeleverde vaginoplastiek uitvoerde. Hij paste in datzelfde jaar de vaginoplastiek tevens toe op Toni Ebel en deed de amputatie van de geslachtsorganen van Lili Elbe. Eveneens voerde hij de geslachtsbevestigende operaties van Charlotte Charlaque uit. Hij werkte bij verschillende van zijn operaties samen met de Joodse arts Ludwig Levy-Lenz. Ook Magnus Hirschfeld, de leider van het instituut, en artsen Bernhard Schapiro en Felix Abraham waren Joods. Daarnaast stond het instituut open voor lhbt'ers en werd er actief ingezet op hun emancipatie. Het zou voor de nazi's aanleiding vormen het instituut aan te vallen tijdens de boekverbranding in nazi-Duitsland.

## Nazi-Duitsland
Gohrbandts betrokkenheid bij het instituut maakt zijn houding in de Tweede Wereldoorlog en de aanloop daarnaar des te onbegrijpelijker. Hoewel Gohrbandt geen lid werd van de Nationaalsocialistische Duitse Arbeiderspartij en ook de Nationalsozialistischer Deutscher Ärztebund vermeed, werd hij wel volwassen lid van de Hitlerjugend, waar hij de Rijksjeugdleider ondersteunde met zijn medisch-sociale achtergrond, iets wat gezien zijn werkzaamheden als kinderarts bij Charité voor de hand lag. Hij werd daarnaast lid van de Nationalsozialistischer Lehrerbund en dan specifiek de universitaire tak die later werd afgesplitst.

### Tweede Wereldoorlog
In 1942 trad Gohrbandt toe tot de Luftwaffe, waar hij een hoge functie binnen de medische staf vervulde. In oktober van dat jaar werd hij tijdens een medische conferentie op de hoogte gesteld van de gruwelijke experimenten die in Dachau plaatsvonden. Hij rapporteerde hierover in medische geschriften en legitimeerde de experimenten op deze wijze, aldus onderzoeker Karl Behrendt. Veelal wordt door zijn rapportages aangenomen dat hij zelf bij de experimenten betrokken was, maar dit blijkt nergens expliciet uit de bronnen.

## Naoorlogs Duitsland
Dat Gohrbandt na de oorlog op vrije voeten bleef, lijkt er tevens op te wijzen dat hij niet direct betrokken was bij de experimenten in Dachau. Hij had daardoor de handen vrij om te helpen bij de wederopbouw van ziekenhuis Moabit in Berlijn. Hij bleef hier vanaf 1945 tot zijn pensionering in 1958 werken, naast zijn lessen aan de Technische Universiteit en de Humboldtuniversiteit. Hij was na de oorlog eveneens directeur van het Robert Koch Instituut. Hij stierf in 1965 in Berlijn.